# Andaeschna rufipes
Andaeschna rufipes – gatunek ważki z rodziny żagnicowatych (Aeshnidae). Występuje na terenie Ameryki Południowej.